# Lídia Franco
Maria Lídia Amado Franco de Azevedo e Silva (Lisboa, 23 de março de 1944) é uma actriz e apresentadora de televisão portuguesa.
Neta da escritora e encenadora Alice Ogando.

## Carreira artística
Começou a sua carreira artística como bailarina na Companhia Portuguesa de Bailado, no Grupo Fernando Pessoa, no Grupo Experimental de Ballet da Fundação Calouste Gulbenkian e no Théatre Royal de la Monnaie, sob a direcção de Maurice Béjart.
Mais tarde optou pela frequência de um curso de teatro no British Theatre Association em Londres como bolseira do British Council e da Fundação Calouste Gulbenkian.
No cinema trabalhou, entre outros, com os realizadores Manuel Guimarães, Arthur Duarte, Perdigão Queiroga, Henrique Campos, João César Monteiro, António-Pedro Vasconcelos, António da Cunha Teles, Lauro António, Eduardo Geada, Manoel de Oliveira, António de Macedo, Carlos Vasconcelos, Joaquim Sapinho, João Canijo, João Botelho, Manuel Carvalheiro, Phillipe Clair, Christian Jacques, Michel Serrault, Frank Apprederis, Celan Jones, Christian Binet, Robert Mazoyer, Jacques Webber, Alain Tanner, Ivo Ferreira, Jean Sagols, Tiago Durão, António Pinhão Botelho, Fanny Ardant, Michael Bay ou Terry Gilliam.
Lídia Franco é, também, co-tradutora da Peça de Eric-Emmanuel Schmitt "Óscar e a Senhora Cor de Rosa", professora de Teatro em várias Escolas e foi membro do Júri do Festival Internacional de Cinema De Tróia e do Festival Internacional de Cinema Cine-Eco. No mundo dos programas de televisão, chegou a apresentar na SIC o programa All You Need Is Love estreando-o em 1994.

## Teatro
Tendo iniciado a sua carreira de actriz no Teatro Estúdio de Lisboa, viria a participar em Espectáculos no Teatro de Animação de Setúbal, Teatro Experimental de Cascais, Grupo 4, Barraca, Comuna, Teatro Villaret, Acarte, Teatro Ibérico, Centro Cultural de Belém, Artistas Unidos, Teatro Trindade, Teatro Maria Matos, Teatro da Mala Posta, Teatro Municipal de Portimão, Teatro Faialense, Teatro Viriato, Teatro Municipal de Almada, CAE da Figueira da Foz, Teatro Municipal de Bragança, Coliseu Micaelense, Paços de Cultura de S. João da Madeira, Conservatório de Musica de Coimbra, Cheltman Theatre em Inglaterra e Teatro Nacional D. Maria II, Clube Estefânia, Centro Cultural de Mora, Cine-Teatro de Castelo Branco, Teatro Municipal de Silves, Teatro de Montemor-o-Novo, Teatro de Caminha, Teatro de Estarreja, Teatro de Macedo de Cavaleiros, Teatro Sá da Bandeira, Teatro de Oliveira de Azeméis, Teatro de Fafe, Teatro Miguel Franco, Teatro Municipal de S. Luís, Assembleia da República, em espectáculos em Portugal, Espanha, Brasil, Venezuela, Bélgica, Inglaterra e Canadá.

## Filmografia

### Televisão
Lídia Franco estreou-se com 14 anos como apresentadora do Programa Juvenil na RTP. Seguiram-se muitos trabalhos, em Portugal e noutros países, designadamente:
| Ano         | Projeto                                   | Personagem                      | Canal         | Notas                                                     |
| ----------- | ----------------------------------------- | ------------------------------- | ------------- | --------------------------------------------------------- |
| 1960        | Programa Juvenil                          | Apresentadora                   | RTP           | Programa de televisão direccionado para crianças e jovens |
| 1978        | Amor de Perdição: Memórias de uma Família |                                 | RTP1          |                                                           |
| 1979        | D. João VI                                |                                 | RTP1          | Teatro em Televisão                                       |
| 1980        | Retalhos da Vida de um Médico             |                                 | RTP1          |                                                           |
| 1981        | Uma Cidade Como a Nossa                   | Empregada                       | RTP1          | pequena participação                                      |
| 1982        | Gente Fina É Outra Coisa                  | Clara                           | RTP1          | pequena participação                                      |
| 1983        | O Tal Canal                               | Várias Personagens              | RTP1          | Série                                                     |
| 1984        | Hermanias                                 | Várias Personagens              | RTP1          | Série                                                     |
| 1987        | Duarte e Companhia                        |                                 | RTP1          | pequena participação                                      |
| 1987-1988   | Humor de Perdição                         | Catarina                        | RTP1          | Série                                                     |
| 1988        | A Mala de Cartão                          | Madame Chevrier                 | RTP1          | Mini-Série                                                |
| 1988        | Bâton                                     | Petit                           | RTP1          | Teatro em Televisão                                       |
| 1988-1989   | Passerelle                                | Marta                           | RTP1          | Telenovela                                                |
| 1989        | Mon dernier rêve sera pour vous           | Claire Lucas                    | RTP1          | Mini-série                                                |
| 1989        | Casino Royal                              | Zizi                            | RTP1          | Série                                                     |
| 1990        | Os Melhores Anos                          | Dalila                          | RTP1          | Série                                                     |
| 1990        | Nem o Pai Morre nem a Gente Almoça        | Maria Luísa Rigaud              | RTP1          | pequena participação                                      |
| 1990        | Crime na Pensão Estrelinha                | Preciosa                        | RTP1          | Especial Fim de Ano                                       |
| 1991        | Um Amor Feliz                             | Vana                            | RTP1          |                                                           |
| 1991        | A Marquesa de Vila Rica                   |                                 | RTP1          |                                                           |
| 1991        | Herman Circus                             | Várias Personagens              | RTP1          | Especial                                                  |
| 1991        | Hermanias: Especial Fim de Ano            | Várias Personagens              | RTP1          | Especial Fim de Ano                                       |
| 1992        | Marina, Marina                            |                                 | RTP1          | pequena participação                                      |
| 1993        | A Banqueira do Povo                       | Teresa Moreira                  | RTP1          | Telenovela                                                |
| 1994        | Sozinhos em Casa                          | Isabel Viana                    | RTP1          | Série                                                     |
| 1995        | A Mulher do Senhor Ministro               | Dra. Maria João Deixas          | RTP1          | participação                                              |
| 1995        | Nico D'Obra                               |                                 | RTP1          | pequena participação                                      |
| 1995        | Queridas e Maduras                        | Virgínia                        | RTP1          | Série                                                     |
| 1995        | All You Need Is Love                      | Apresentadora                   | SIC           | programa de televisão                                     |
| 1995        | Os Trapalhões em Portugal                 |                                 | SIC           | pequena articipação                                       |
| 1996-1997   | Xica da Silva                             | Guiomar Pereira                 | Rede Manchete | Telenovela                                                |
| 1997-1998   | Herman Enciclopédia                       | Várias Personagens              | RTP1          | Série                                                     |
| 1998        | Terra Mãe                                 | Isabel Santos Carvalho          | RTP1          | Telenovela                                                |
| 1998        | As Lições do Tonecas                      | Amélia                          | RTP1          | pequena participação                                      |
| 1998-1999   | Uma Casa em Fanicos                       | Jacqueline Fonseca              | RTP1          | Série                                                     |
| 1999        | Não És Homem Não És Nada                  | Cissa                           | RTP1          | pequena participação                                      |
| 1999        | Mãos à Obra                               |                                 | RTP1          |                                                           |
| 2000        | Alves dos Reis                            | Felisberta                      | RTP1          |                                                           |
| 2000        | Jardins Proibidos                         | Virgínia Gomes                  | TVI           | Telenovela                                                |
| 2000-2001   | Cuidado Com as Aparências                 | Elsa                            | SIC           | Série                                                     |
| 2001        | Sábado à Noite                            |                                 | RTP1          |                                                           |
| 2001-2002   | Nunca Digas Adeus                         | Vera de Almeida Barreto         | TVI           | Telenovela                                                |
| 2003-2004   | Olá Pai!                                  | Maria Amélia                    | TVI           | Série                                                     |
| 2005        | Inspector Max                             | Sra. Falcão                     | TVI           | pequena participação                                      |
| 2006        | Fala-me de Amor                           | Helena Almada                   | TVI           | Telenovela                                                |
| 2008        | Aqui Não Há Quem Viva                     | Verónica Lapa                   | SIC           | pequena participação                                      |
| 2008        | A Outra                                   | Fernanda Pimentel               | TVI           | Telenovela                                                |
| 2008-2009   | Equador                                   | Maria dos Prazeres              | TVI           | Minissérie                                                |
| 2009 - 2010 | Meu Amor                                  | Estela Vargas Mota              | TVI           | Telenovela (antagonista)                                  |
| 2010        | Dias Felizes                              | Helena                          | TVI           | Minissérie                                                |
| 2011        | Velhos Amigos                             | Irene                           | RTP1          | pequena participação                                      |
| 2011-2012   | Rosa Fogo                                 | Teresa Amorim                   | SIC           | Telenovela                                                |
| 2014        | O Beijo do Escorpião                      | Madalena de Albuquerque         | TVI           | Telenovela                                                |
| 2015-2017   | A Única Mulher                            | Guilhermina (Mina) Albergaria   | TVI           | Telenovela (antagonista)                                  |
| 2016        | Nelo & Idália                             | Lídia La Salette                | RTP1          | pequena participação                                      |
| 2010        | Donos Disto Tudo                          | Várias Personagens              | RTP1          | pequena participação                                      |
| 2017-2018   | Espelho d'Água                            | Isabel Goulart                  | SIC           | Telenovela                                                |
| 2017-2018   | País Irmão                                | Eugénia                         | RTP1          | Série                                                     |
| 2019        | Desliga a Televisão                       | Várias personagens              | RTP1          | Série                                                     |
| 2019-2020   | Na Corda Bamba                            | Maria de Lurdes «Milú» Nogueira | TVI           | Telenovela                                                |
| 2021-2022   | Amor Amor Vol. 2                          | Gina Honrado                    | SIC           | Telenovela (Elenco Recorrente)                            |
| 2022        | Lua de Mel                                | Gina Honrado                    | SIC           | Telenovela (Elenco Recorrente)                            |
| 2025        | Os Batanetes- Especial 20 Anos            | Palmira Dietrich                | TVI           | Sit-com (Elenco Principal)                                |

### Cinema
| Ano  | Filme                                                     | Personagem                  | Notas          |
| ---- | --------------------------------------------------------- | --------------------------- | -------------- |
| 2019 | 6 Underground                                             | Three´s Mother              |                |
| 2019 | Para além da Memória                                      | Avó                         |                |
| 2018 | Ruth                                                      | D. Otíla                    |                |
| 2018 | O Homem Que Matou Don Quixote                             | Panicky Woman 1             |                |
| 2016 | O Divã de Estaline                                        | Rumichvili                  |                |
| 2016 | Histórias de Alice                                        | Alice (idosa)               |                |
| 2014 | Benoit Brisefer: Les taxis rouges                         | Femme champagne             |                |
| 2011 | Milagre de Lourdes/ Je m'appelle Bernadette               | Soeur Marie-Thérèse Vauzous |                |
| 2009 | Águas Mil                                                 | Leonor                      |                |
| 2007 | 1 Motivo                                                  | Dona Aurora                 | Curta-metragem |
| 2005 | A Escada                                                  | Portuguese Teacher          | telefilme      |
| 2005 | Um Amor Próprio                                           | Conceição                   | Curta-metragem |
| 2004 | Anita na praia                                            |                             | Curta-metragem |
| 2003 | A Mulher que Acreditava Ser Presidente dos Estados Unidos | Second Comite Lady          |                |
| 2002 | Ruy Blas                                                  | Duchesse d'Albuquerque      |                |
| 2001 | Serafim Saudade - O Regresso do Herói                     | Valéria                     |                |
| 2000 | O Lampião da Estrela                                      | Sra. Soares Coutinho        |                |
| 1996 | Les Bidochons                                             |                             |                |
| 1995 | Corte de Cabelo                                           |                             |                |
| 1993 | La vida láctea                                            |                             |                |
| 1993 | Meutre avec préméditation: Récidive                       |                             | telefilme      |
| 1992 | Feu Adrien Muset                                          |                             | telefilme      |
| 1991 | Fábula em Veneza                                          | Mãe                         |                |
| 1991 | A Maldição de Marialva                                    | Maria Alva                  |                |
| 1990 | Filha da Mãe                                              | Júlia                       |                |
| 1989 | Comédie d'amour                                           |                             |                |
| 1989 | Mon dernier rêve sera pour vous                           | Claire de Lucas             | telefilme      |
| 1988 | Os 7 Rostos                                               |                             | telefilme      |
| 1986 | Si t'as besoin de rien, fais-moi signe                    |                             |                |
| 1986 | Slip-Up                                                   | Recepcionist                | telefilme      |
| 1984 | Armando                                                   | Maria da Conceição          |                |
| 1984 | O Lugar do Morto                                          | Luísa                       |                |
| 1984 | Paisagem sem barcos                                       | Paula                       | telefilme      |
| 1983 | O homem que não sabe escrever                             | Prostituta Judith           |                |
| 1983 | A cidade branca / Dans la ville blanche                   | La fille du bar             |                |
| 1979 | O Encontro                                                | Filomena                    | telefilme      |
| 1976 | Diário de uma contaminada                                 |                             | Curta-metragem |
| 1974 | Meus amigos                                               | Cecília                     |                |
| 1970 | Quem espera por sapatos de defunto morre descalço         |                             |                |
| 1965 | O Trigo e o Joio                                          |                             |                |
| 1964 | O Crime de Aldeia Velha                                   | Leonor                      |                |
| 1964 | Pão, Amor e... Totobola                                   |                             |                |
| 1964 | A Canção da Saudade                                       |                             |                |

## Rádio
Lídia Franco participou em várias peças de teatro, folhetins radiofónicos e programas de humor, designadamente "A Flor do Éter", "Rebéubéu pardais ao ninho", "Água mole em pedra dura", "Entra muda e sai calada" e "Diálogos de vizinhas".

## Prémios
Lídia Franco obteve os seguintes prémios:
- Prémio de Interpretação em Televisão e Prémio de Interpretação em Rádio, no colectivo dos programas de Herman José e o Prémio Actriz Revelação pelo Programa O Tal Canal, atribuídos pelo semanário “Sete” e a revista “Nova Gente”;
- Prémio Homenagem no 1º Festival do Filme Histórico, na Batalha, em 1993;
- Prémio Verdade da “Revista Eles e Elas” em 2002
- Globo de Ouro no Colectivo da Série Cuidado com as Aparências;[3]
- Emmy (nos EUA) pelo Colectivo da Novela A Outra;[4]
- Prémio de Mérito das Mulheres Empreendedoras da Europa e África em 2019.[5]

Foi ainda nomeada para os seguintes prémios:
- Foi nomeada para o Prémio de Melhor Actriz de Ficção e Comédia nos Globos de Ouro 2002 da SIC;[6]
- Nomeada para o prémio Emmy pelo colectivo da Novela "Rosa Fogo".[4]